# Hôtel Continental de Saïgon
L'hôtel Continental de Saïgon (vietnamien : Khách sạn Continental) est un hôtel de la rue Dong Khoi, dans le 1er arrondissement d'Hô Chi Minh-Ville, au Viêt Nam,.

## Histoire

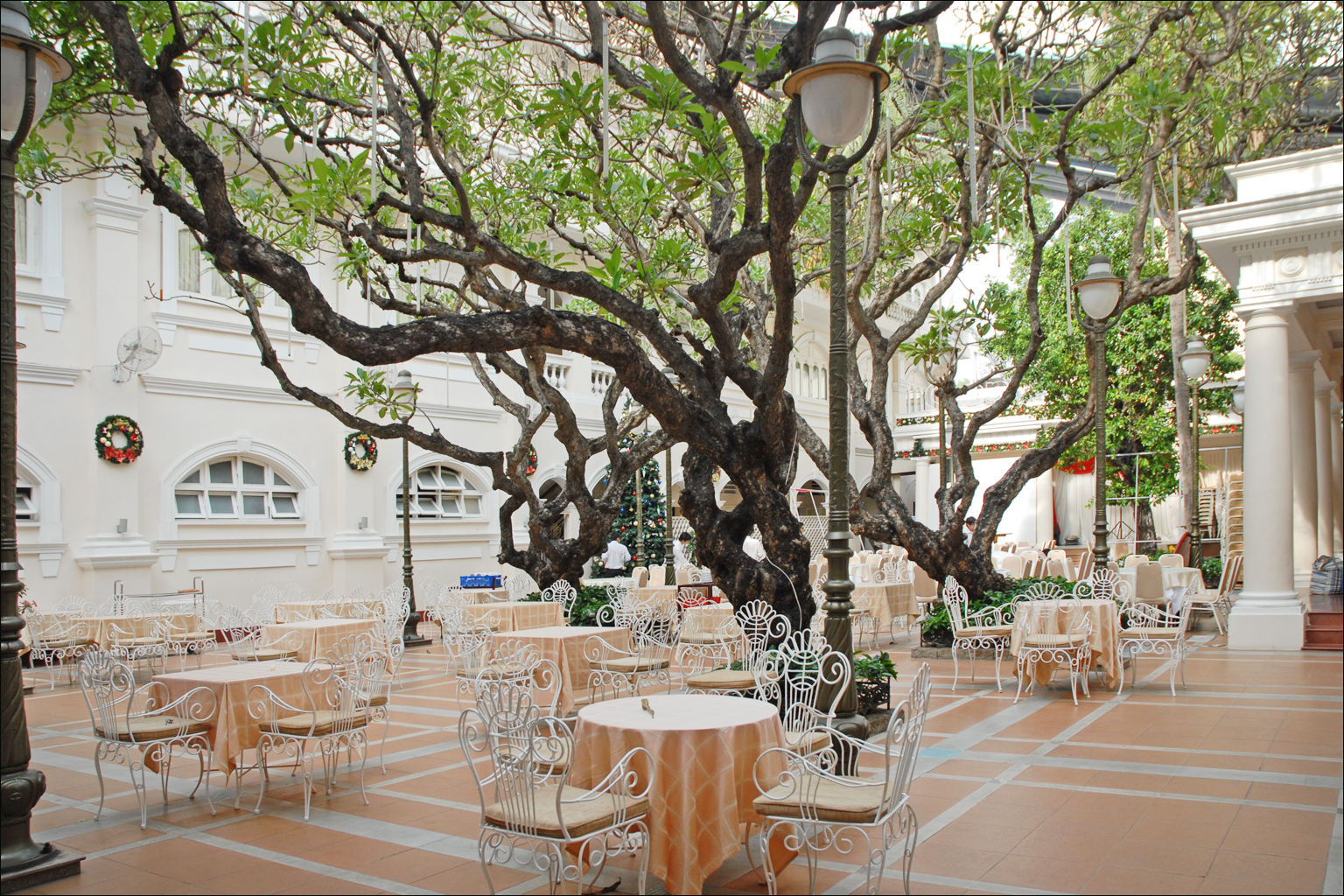
2011.

Autrefois, les rues de Saigon étaient simplement désignées par leur numéro. 
Đồng Khởi était la sixième rue. 
En 1865, l'amiral-gouverneur Pierre-Paul de La Grandière décide de renommer les rues.
La sixième rue devient la rue Catinat.
En face du site du futur Continental, on bâtit les premières fondations, les premières pour la Maison Denis frères en 1862, puis celles de la première pharmacie de Saïgon, la Solinere, qui ouvre ses portes en 1865.
En 1878, Pierre Cazeau, un fabricant d'appareils électroménagers et de matériaux de construction, entreprend la construction de l'hôtel Continental, dans le but de fournir aux voyageurs français un hébergement de luxe à la française après leur longue croisière vers ce nouveau territoire. Les travaux durent deux ans et l'hôtel Continental est inauguré en 1880.
À la même époque, de nombreux bâtiments coloniaux importants s'élèvent dans la rue Catinat.
La cathédrale Notre-Dame de la rue Catinat est achevée en 1880, la poste centrale de Saïgon de la rue Catinat en 1891 et l'hôtel de ville est terminé en 1898.
L'hôtel est rénové en 1892 par M. Grosstephan. 
En 1911, il est acheté par le duc de Montpensier.
En 1930, celui-ci revend l'hôtel à Mathieu Franchini, un membre réputé du milieu corse, et plus tard son fils Philippe Franchini dirigera l'hôtel jusqu'à la prise de contrôle communiste d'avril 1975,.
De 1960 à 1970, l'hôtel est appelé « Luc Dia Lu Quan » par ordre du gouvernement central provisoire du Viêt Nam.
Le Continental a tenu une place importante dans la vie sociale et politique de Saïgon à l'époque coloniale française. André Malraux évoque « l'ennui de la Cochinchine, les casques coloniaux, l'heure verte à la terrasse du Continental quand le bref soir tombait sur les caroubiers, sur les victorias qui se croisaient rue Catinat dans le bruit de leurs grelots, et l'extinction des feux dans les casernes de tirailleurs sénégalais » (Antimémoires).
Graham Greene y rédige son roman Un Américain bien tranquille.
Après la partition du Viêt Nam, la rue Catinat est rebaptisée en 1955 rue Tự Do (« rue de la Liberté ») et la place Garnier est renommée place Lam Sơn.
Pendant la guerre du Viêt Nam, l'hôtel Continental est souvent appelé Radio Catinat car c'était le point de rendez-vous où les correspondants, les journalistes, les personnalités politiques et les hommes d'affaires parlaient de politique, d'actualité économique et d'actualité. L'hôtel est rebaptisé « Palais continental » et devient populaire auprès des journalistes, qui ont surnommé le bar du rez-de-chaussée « le plateau continental ». Les magazines américains Newsweek et Time ont chacun leur bureau de Saïgon aux premier et deuxième étage de l'hôtel.
Après la chute de Saïgon en avril 1975, le gouvernement de Ho Chi Minh-Ville réquisitionne l'hôtel. La rue Tự Do est rebaptisée rue Đồng Khởi.
L'hôtel est fermé en 1976 et rouvre en 1986 sous le nom de Đồng Khởi. 
L'hôtel est entièrement restauré de 1988 à 1989 et rouvre ses portes en 1989 sous le nom d'Hôtel Continental,.

## Galerie

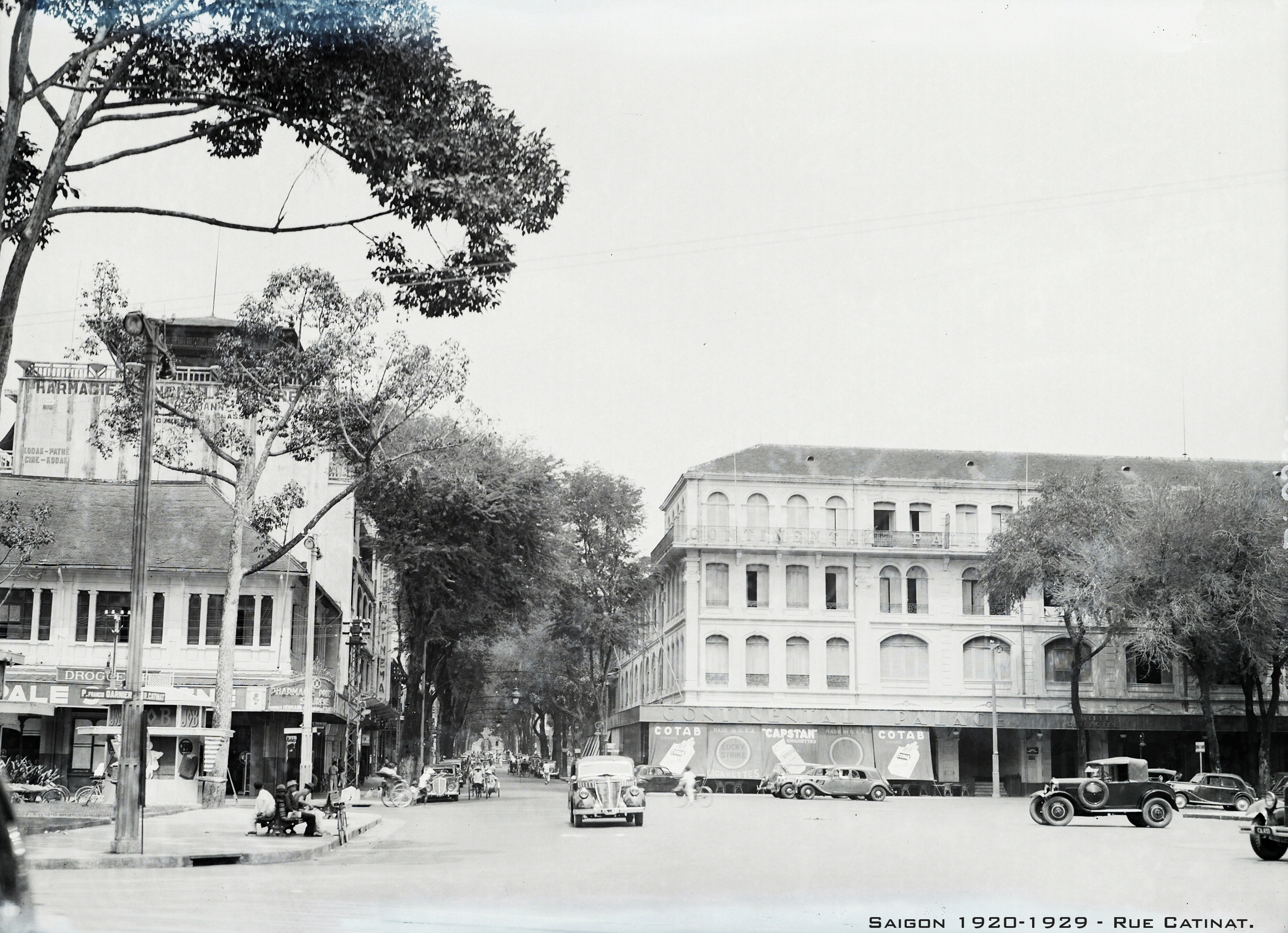
Années 1920.
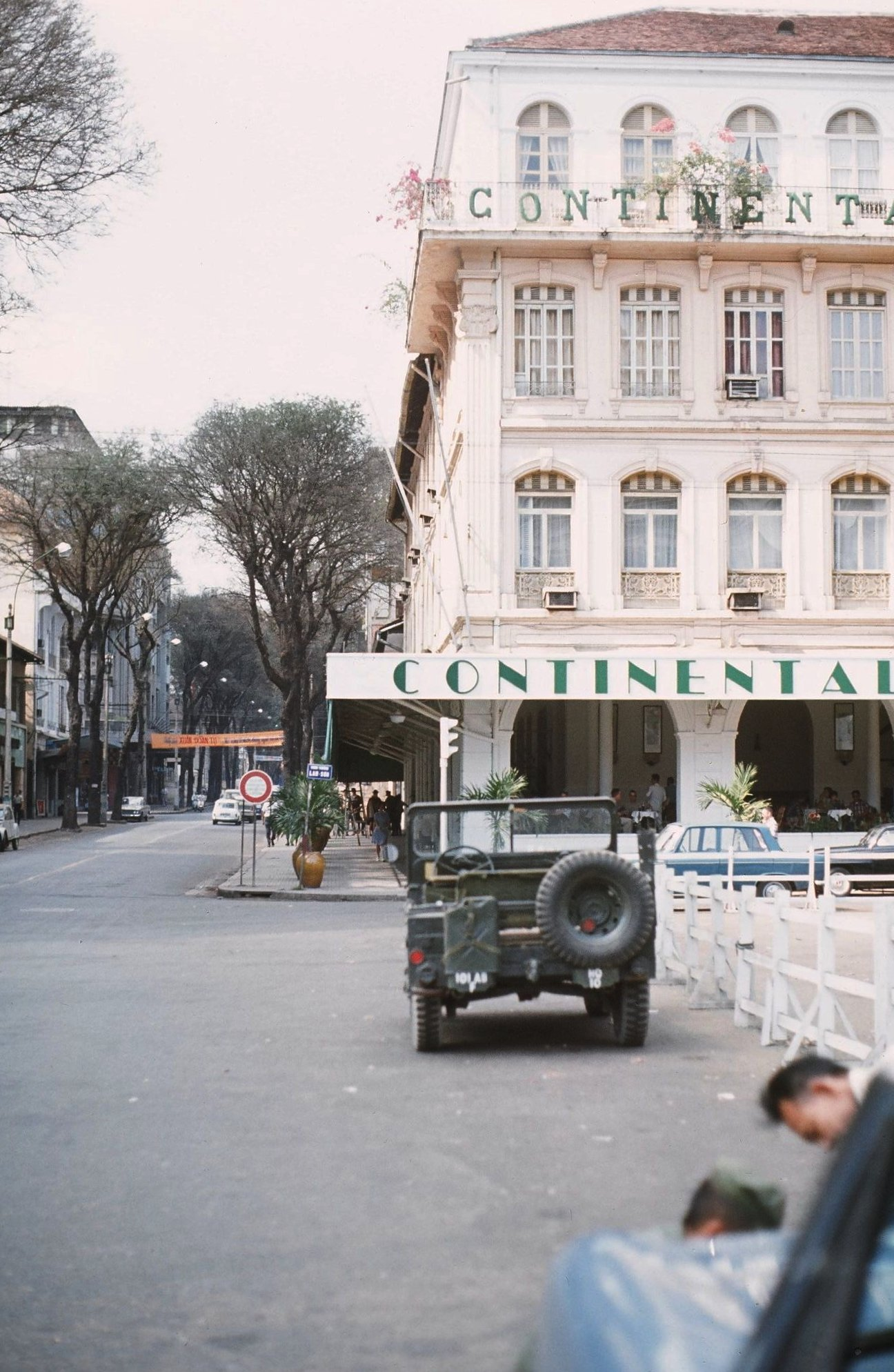
1968.
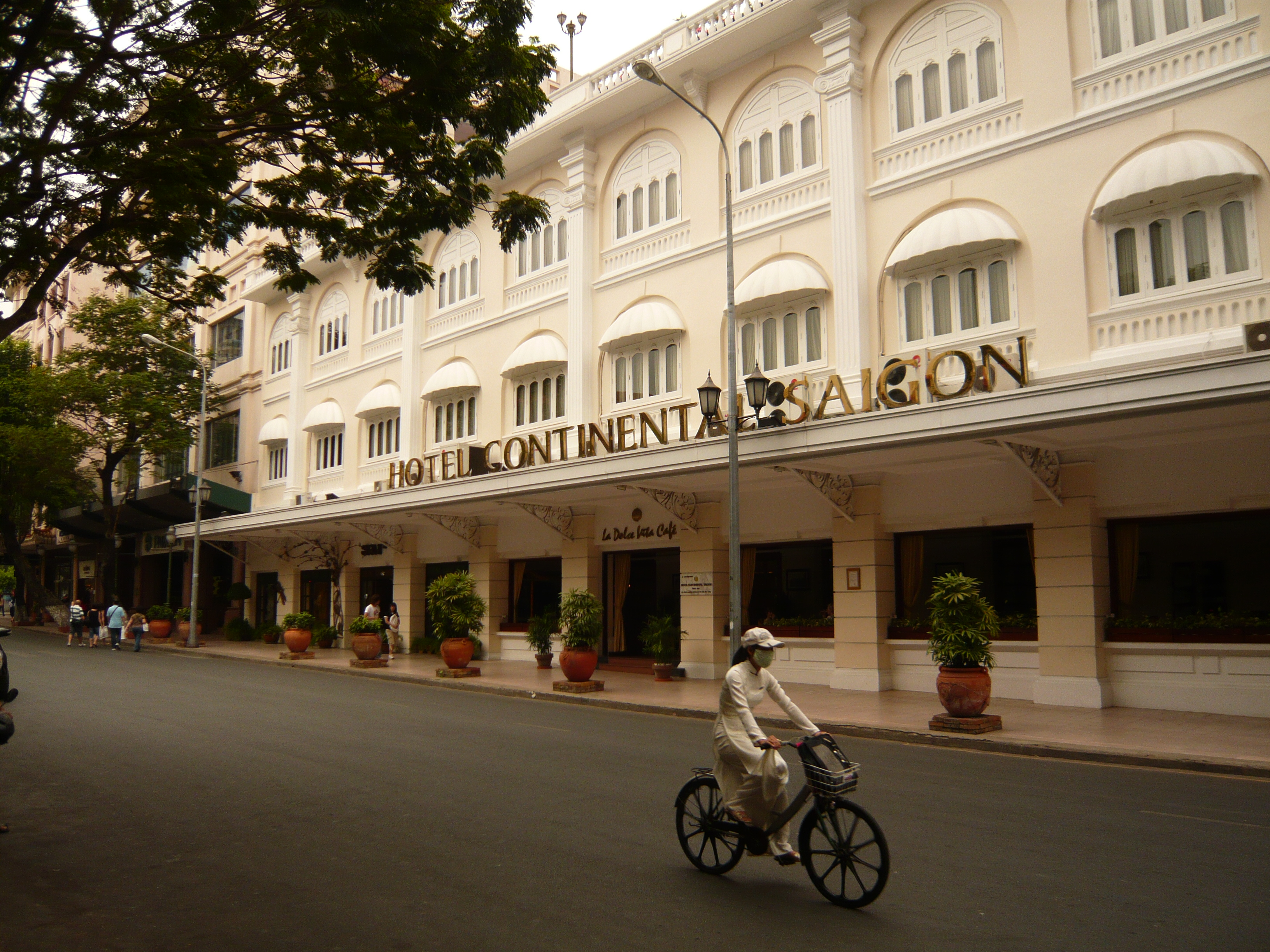
2008.
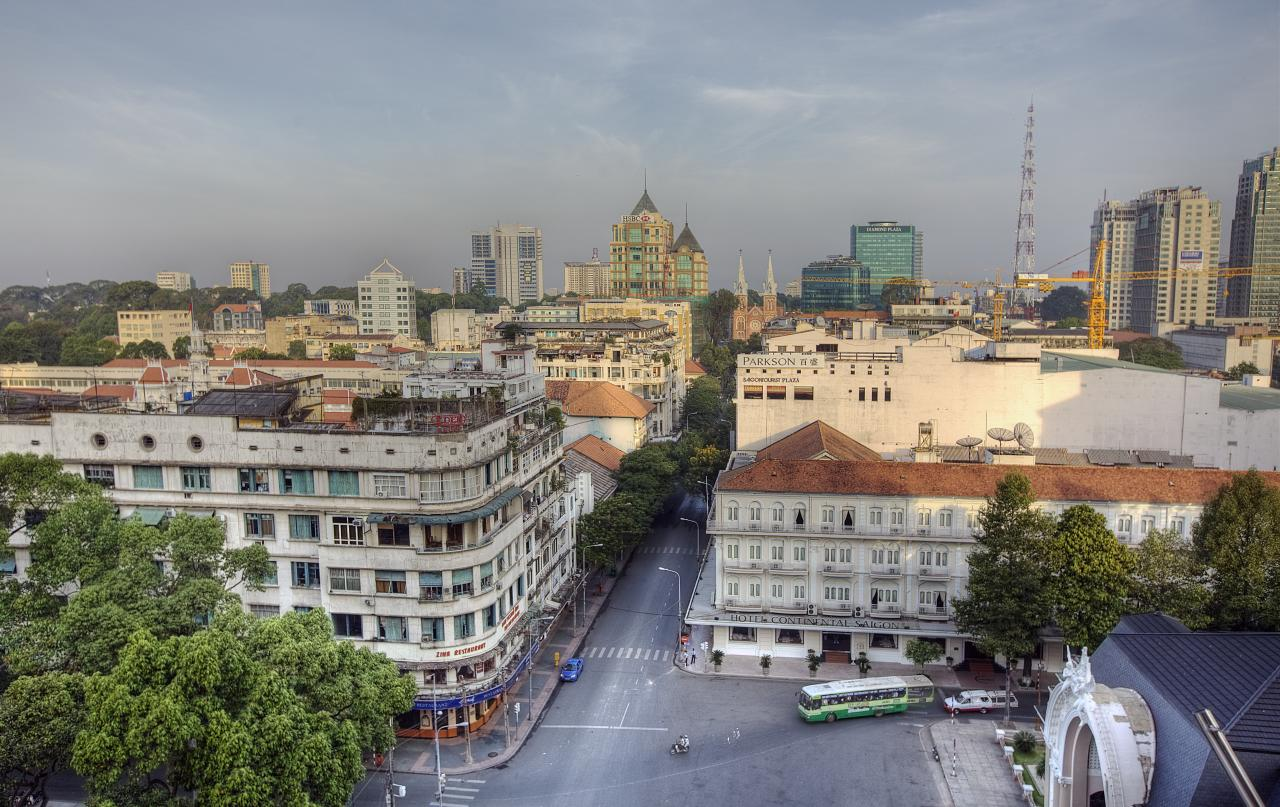
2009.

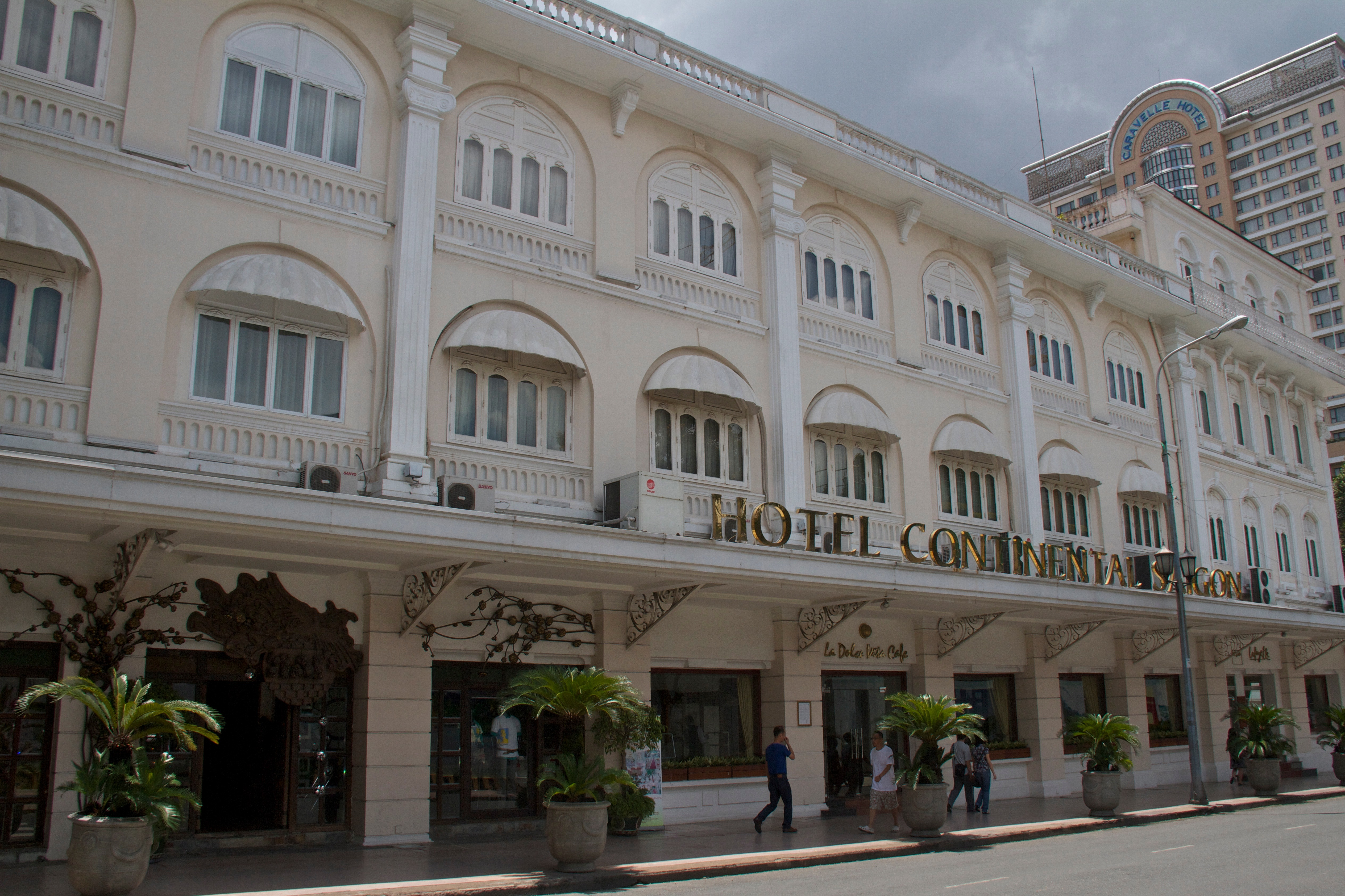
2011.
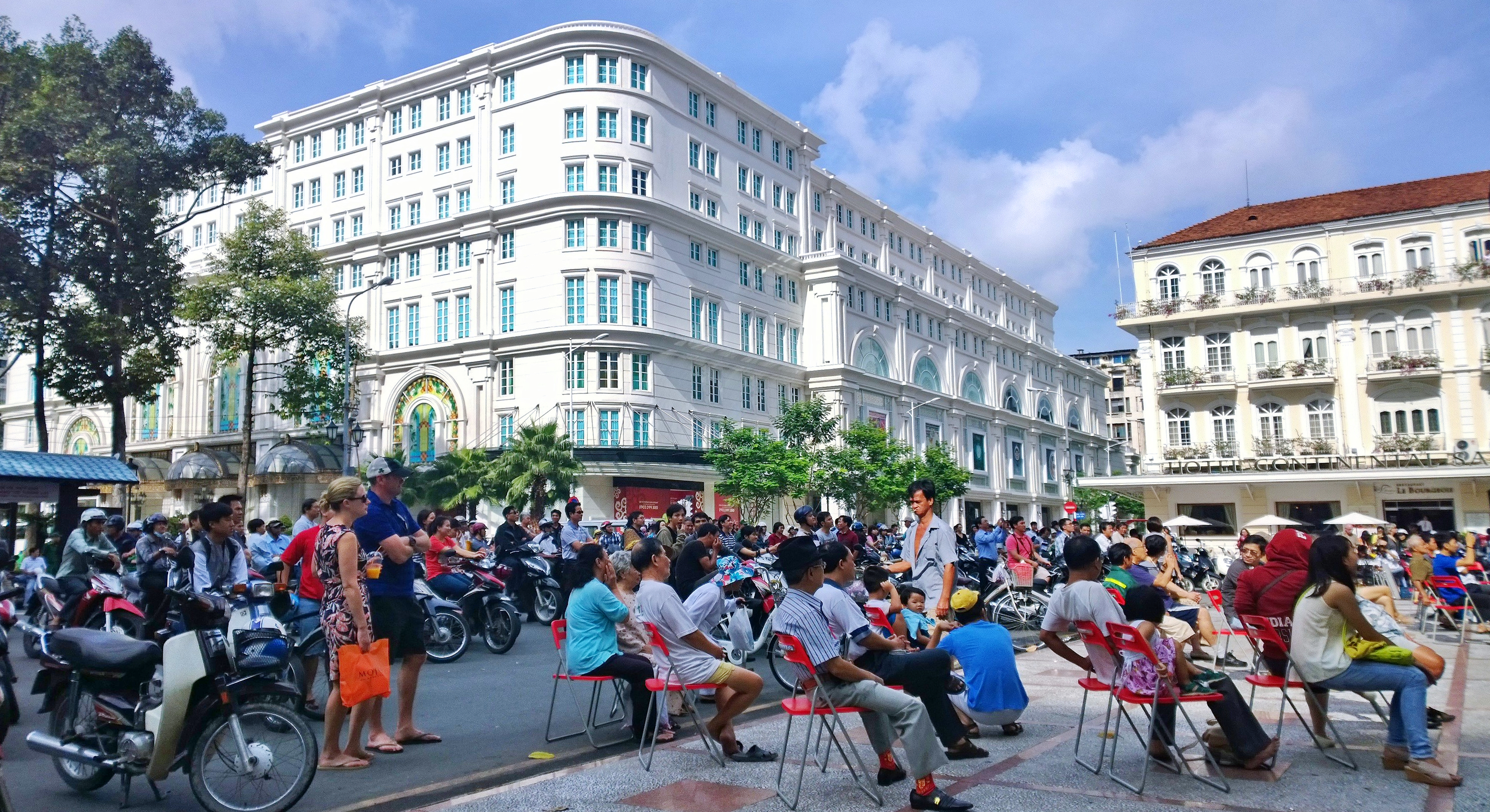
2013.
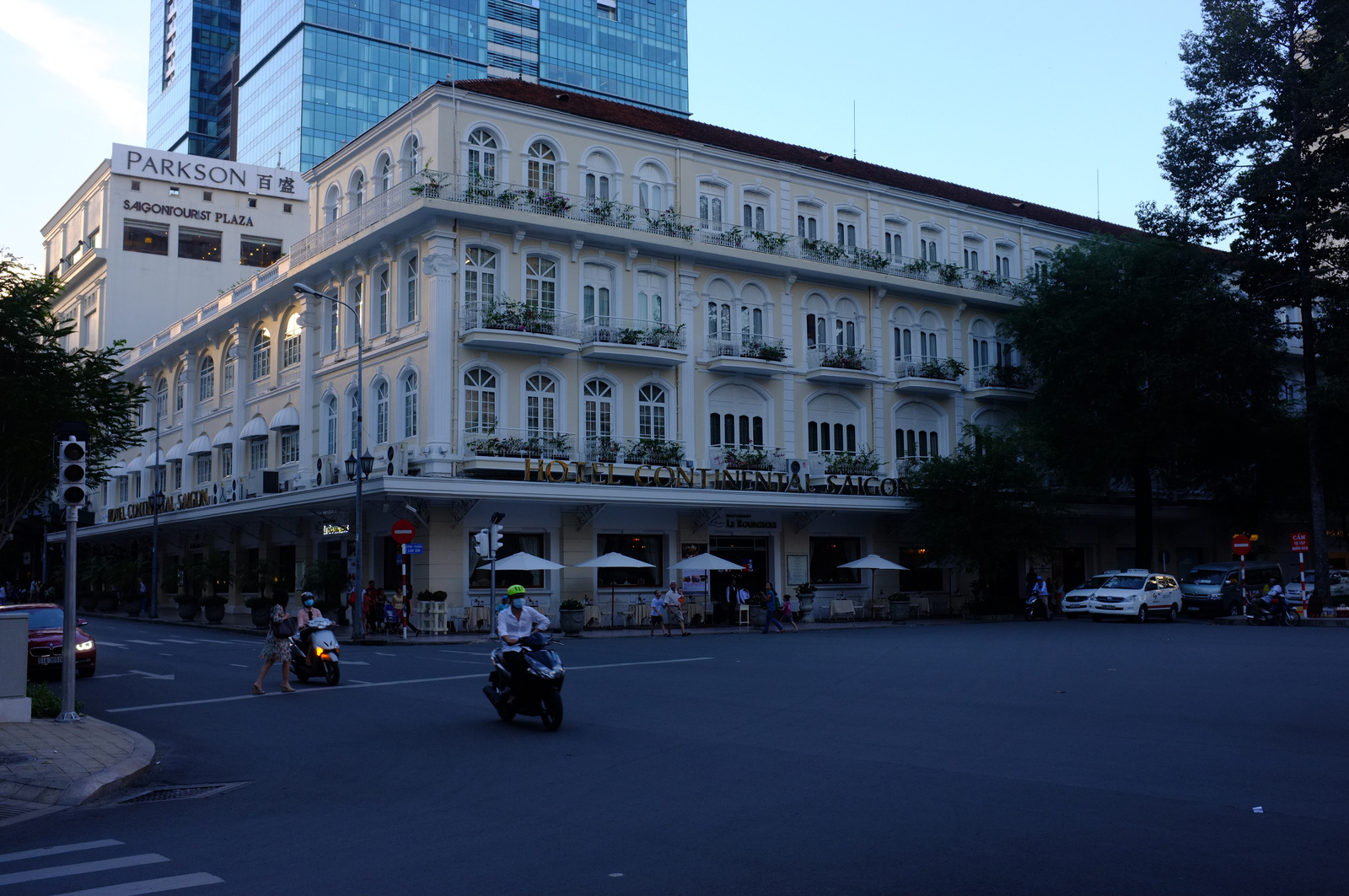
2014.